# Associazione Calcio Pavese Luigi Belli 1940-1941
Questa voce raccoglie le informazioni riguardanti l'Associazione Calcio Pavese Luigi Belli nelle competizioni ufficiali della stagione 1940-1941.

## Stagione
Nella stagione 1940-1941 la Pavese Luigi Belli ha disputato il girone C del campionato di Serie C. Con 19 punti in classifica si piazza al penultimo posto e retrocede in Prima Divisione con l'Omegna ed il Lecco. Il campionato è stato vinto con 52 punti dalla Pro Patria di Busto Arsizio che è ammessa al girone finale per la promozione in Serie B. Nel corso dell'estate la Pavese è stata riammessa in Serie C.
La squadra Pavese del presidente Alfredo Gusmaroli, grazie all'aiuto delle autorità cittadine ha potuto iscrivere la squadra al campionato di Serie C, disputato con modeste ambizioni, guidata dall'allenatore Amedeo Lissi. Ci sono state le partenze di Vigo al Pisa, di Castelli al Liguria, di Scaglioni allo Spezia, di Bocchi ai concittadini della "Vittorio Necchi" militante in Prima Divisione, hanno lasciato Pavia anche Rovida, Rizzotti, De Marchi e qualche mese dopo del portiere Albani in servizio militare. Sono arrivati il terzino Giovanni Ferrari ed il centromediano Angelo Arcari dal Codogno. Campionato di grande sofferenza, si è andati incontro a larghe sconfitte (12-2) a Biella, (7-1) a Gallarate, che hanno portato alla retrocessione. Tra le poche note positive di stagione le 27 reti di Gaspare Parvis in ventotto incontri giocati, l'aitante centravanti lomellino è ormai maturo per la Serie A, vi esordirà la prossima stagione con il Liguria. E poi la riammissione in Serie C in piena estate.

## Rosa
| N. |                    | Ruolo | Calciatore         |
| -- | ------------------ | ----- | ------------------ |
|    | Italia (bandiera)  | C     | P. S. Acerbi       |
|    | Italia (bandiera)  | P     | Giuseppe Albani    |
|    | Italia (bandiera)  | D     | Angelo Arcari      |
|    | Italia (bandiera)  | C     | Gino Bassi         |
|    | Italia (bandiera)  | C     | Ermanno Bertolotti |
|    | Albania (bandiera) | A     | Sebahudin Biçaku   |
|    | Italia (bandiera)  | A     | F. Borghi          |
|    | Italia (bandiera)  | C     | Giuseppe Castelli  |
|    | Italia (bandiera)  | C     | Giuseppe Collo     |
|    | Italia (bandiera)  | D     | A. Danelli         |
|    | Italia (bandiera)  | D     | Giovanni Ferrari   |

| N. |                      | Ruolo | Calciatore          |
| -- | -------------------- | ----- | ------------------- |
|    | Italia (bandiera)    | C     | G. Gallarati        |
|    | Argentina (bandiera) | A     | Carlos Garavelli    |
|    | Italia (bandiera)    | C     | V. S. Gonzales      |
|    | Italia (bandiera)    | A     | L. Grassi           |
|    | Italia (bandiera)    | D     | Bruno Mangiarotti   |
|    | Italia (bandiera)    | A     | Giacomo Mangiarotti |
|    | Italia (bandiera)    | C     | Nino Mangiarotti    |
|    | Italia (bandiera)    | C     | Virginio Rognoni    |
|    | Italia (bandiera)    | A     | Gaspare Parvis      |
|    | Italia (bandiera)    | D     | Natale Pisani       |
|    | Italia (bandiera)    | P     | Angelo Stangalino   |

## Risultati

### Girone di andata
| Arbitro: | Canavesio (Torino) |

|                                |           |              |
| Ferrari 21’ Moltrasio 51’, 88’ | Marcatori | 36’ Gonzales |

| Arbitro: | Rossi (Cremona) |

|                                      |           |                                              |
| Garavelli 11’ Parvis 32’, 39’ (rig.) | Marcatori | 40’, 58’ Cabiati 46’ Moroni 66’ Chierichetti |

| Arbitro: | Savio (Torino) |

|              |           |            |
| Sforzini 17’ | Marcatori | 24’ Grassi |

| Arbitro: | Costa (Chiavari) |

|                                    |           |                  |
| Parvis 25’, 88’ Garavelli 52’, 68’ | Marcatori | 49’ (aut.) Collo |

| Arbitro: | Cardinali (Milano) |

|                                          |           |                               |
| Sardi 30’ Clerici 40’ Bellani 78’ (rig.) | Marcatori | 32’, 67’ Parvis 33’ Garavelli |

| Pavia 24 novembre 1940 6ª giornata | Pavese Luigi Belli | o – 0 | Casale | Stadio Comunale\| Arbitro: \| Masini (Genova) \| |
| Arbitro:                           | Masini (Genova)    |       |        |                                                  |

| Arbitro: | Savio (Torino) |

|                                |           |                               |
| Fasoli 15’, 60’ Turconi II 21’ | Marcatori | 40’ Gonzales 83’ (rig.) Collo |

| Arbitro: | Cicardi (Lecco) |

|                |           |             |
| Parvis 3’, 75’ | Marcatori | 77’ Scolari |

| Arbitro: | Cipriani (Milano) |

|            |           |  |
| Longhi 80’ | Marcatori |  |

| Arbitro: | Bernardi (Savona) |

|  |           |             |
|  | Marcatori | 16’ Forlano |

| Omegna 5 gennaio 1941 11ª giornata | Omegna          | 0 – 0 | Pavese Luigi Belli | Campo del Littorio\| Arbitro: \| Rossi (Cremona) \| |
| Arbitro:                           | Rossi (Cremona) |       |                    |                                                     |

| Arbitro: | Viarengo (Asti) |

|               |           |              |
| Garavelli 40’ | Marcatori | 76’ Morosini |

| Arbitro: | Zeni (Casalpusterlengo) |

|                    |           |  |
| Limonta 77’ (rig.) | Marcatori |  |

| Arbitro: | Silvano (Torino) |

|                       |           |            |
| Toscano 34’, 40’, 65’ | Marcatori | 24’ Parvis |

| Arbitro: | Pacini (Lucca) |

|  |           |                        |
|  | Marcatori | 10’ Cristina 23’ Ricci |

### Girone di ritorno
| Arbitro: | Marchi (Milano) |

|            |           |            |
| Parvis 88’ | Marcatori | 5’ Marelli |

| Arbitro: | Canavesio (Torino) |

|                                                               |           |            |
| Cavazza 2’, 66’ Lattuada 49’, 58’ Baldin 60’ Bettega 77’, 82’ | Marcatori | 67’ Biçaku |

| Arbitro: | Viarengo (Asti) |

|                 |           |                                         |
| Parvis 62’, 80’ | Marcatori | 27’ Mangiarotti II 76’ Balocco 77’ Toia |

| Arbitro: | Codeluppi (Lodi) |

|                                               |           |            |
| Pellizzoni 15’ (rig.) 40’, 63’, 72’ Bario 83’ | Marcatori | 19’ Parvis |

| Pavia 23 marzo 1941 20ª giornata | Pavese Luigi Belli | 0 – 0 | Como | Stadium Pavese\| Arbitro: \| Magnoni (Milano) \| |
| Arbitro:                         | Magnoni (Milano)   |       |      |                                                  |

| Arbitro: | Milanone Ridor (Biella) |

|                               |           |            |
| Maccarino 10’, 19’ Turati 86’ | Marcatori | 30’ Parvis |

| Arbitro: | Silvano (Torino) |

|                   |           |                                        |
| Parvis 30’ (rig.) | Marcatori | 18’ Masera 44’ Dondi 63’, 85’ Gallazzi |

| Arbitro: | Visconti (Roma) |

|                                    |           |                                               |
| Bosco 30’ (rig.) 87’ Valsecchi 90’ | Marcatori | 15’ (aut.) Valsecchi 46’ Martorino 52’ Parvis |

| Arbitro: | Limido (Milano) |

|                 |           |                        |
| Parvis 41’, 43’ | Marcatori | 12’ Corti 70’ Cappello |

| Arbitro: | Bogetti (Torino) |

|                                                                                               |           |                               |
| 2’, 17’, 24’ Degara 5’, 22’ Fumagalli 6’, 43’ Barbero 35’, 83’ Degara 33’, 57’, 67’ Fumagalli | Marcatori | 61’ (aut.) Torassa 69’ Parvis |

| Arbitro: | Zavattaro (Casale Monferrato) |

|                                                |           |              |
| Parvis 5’, 36’ Borghi 63’, 76’ Parvis 56’, 80’ | Marcatori | 54’ Guidugli |

| Arbitro: | Cicardi (Lecco) |

|                                |           |                       |
| Morosini 56’ Ordanini 71’, 89’ | Marcatori | 24’ Borghi 47’ Parvis |

| Arbitro: | Carminati (Milano) |

|                          |           |           |
| Garavelli 13’ Parvis 51’ | Marcatori | 53’ Galli |

| Arbitro: | Monti (Genova) |

|                                     |           |              |
| Parvis 19’ Borghi 50’ Garavelli 55’ | Marcatori | 67’ Prandini |

| Arbitro: | Masseroni (Milano) |

|                           |           |            |
| Ricci 51’ Prandoni II 62’ | Marcatori | 19’ Parvis |